# Aspidimorpha quinquefasciata
Aspidimorpha quinquefasciata (лат.) — вид жуков подсемейства щитоносок из семейства листоедов. Мелкие насекомые длиной тела менее 1 см. Встречаются в тропической и субтропической Африке.

## Описание
Жуки желтоватой окраски с чёрными отметинами и длиной тела менее 1 см (от 7,1 до 10,2 мм; ширина от 5,8 до 8,9 мм). Растения хозяева из семейства Convolvulaceae: Merremia hederacea, Ipomoea eriocarpa.
Вид был впервые описан в 1801 году под названием Cassida quinquefasciata Fabricius, 1801, с 1854 года получил название Aspidomorpha quinquefasciata с ошибкой в написании рода. В 1997 году включен в состав номинативного подрода Aspidimorpha (Aspidimorpha).

## Распространение
Широко распространён в тропической и субтропической Африке, главным образом в западной и экваториальной части материка: Бенин; Габон; Гамбия; Гана; Гвинея-Бисау; Габон; Камерун; Берег Слоновой Кости; Мадагаскар; Нигер; Нигерия; остров Принсипи; Центрально-Африканская Республика; Реюньон; Сенегал; Того; Заир; Чад.